# Ginnastica ai Giochi della XXXI Olimpiade - Corpo libero femminile
La finale al corpo libero femminile alle Olimpiadi di Rio de Janeiro si è svolta nella HSBC Arena il 16 agosto.

## Podio
| Oro                      | Argento                       | Bronzo                    |
| Simone Biles Stati Uniti | Alexandra Raisman Stati Uniti | Amy Tinkler Gran Bretagna |

## Qualificazioni
A causa della regola dei passaporti "two per country", l'accesso in finale è valido soltanto a due atlete per nazione.
| Pos. | Ginnasta           | Totale | Qual. |
| ---- | ------------------ | ------ | ----- |
| 1    | Simone Biles       | 15.733 | Q     |
| 2    | Alexandra Raisman  | 15.275 | Q     |
| 3    | Vanessa Ferrari    | 14.866 | Q     |
| 4    | Laurie Hernandez   | 14.800 | —     |
| 5    | Giulia Steingruber | 14.666 | Q     |
| 6    | Wang Yan           | 14.666 | Q     |
| 7    | Amy Tinkler        | 14.600 | Q     |
| 8    | Mai Murakami       | 14.566 | Q     |
| 9    | Gabrielle Douglas  | 14.366 | —     |
| 10   | Erika Fasana       | 14.333 | Q     |
| 11   | Claudia Fragapane  | 14.333 | R1    |
| 12   | Pauline Schäfer    | 14.300 | R2    |
| 13   | Elisa Meneghini    | 14.233 | —     |
| 13   | Cătălina Ponor     | 14.200 | R3    |

## Classifica
| Pos.    | Ginnasta           | D Score | E Score | Pen.   | Totale |
| ------- | ------------------ | ------- | ------- | ------ | ------ |
| Oro     | Simone Biles       | 6.900   | 9.066   | —      | 15.966 |
| Argento | Alexandra Raisman  | 6.600   | 8.900   | —      | 15.500 |
| Bronzo  | Amy Tinkler        | 6.400   | 8.533   | —      | 14.933 |
| 4       | Vanessa Ferrari    | 6.300   | 8.466   | —      | 14.766 |
| 5       | Wang Yan           | 6.300   | 8.366   | —      | 14.666 |
| 6       | Erika Fasana       | 6.100   | 8.433   | —      | 14.533 |
| 7       | Mai Murakami       | 6.300   | 8.233   | —      | 14.533 |
| 8       | Giulia Steingruber | 5.400   | 6.700   | -0.300 | 11.800 |